# Mezinárodní bobová a skeletonová federace
Mezinárodní bobová a skeletonová federace (ve zkratce IBSF) je sportovní uskupení, jež sdružuje národní svazy závodníků v jízdě na bobech a ve skeletonu. Vzniklo roku 1923 pod názvem Mezinárodní federace bobů a skeletonu (francouzsky Fédération Internationale de Bobsleigh et de Tobogganing, ve zkratce FIBT), Roku 2015 se v Genku konal 92. kongres federace, jehož delegáti odhlasovali změnu názvu uskupení na Mezinárodní bobová a skeletonová federace (anglicky International Bobsleigh and Skeleton Federation). Sídlo federace je v Lausanne ve Švýcarsku.

## Historie bobů
V roce 1904 se konaly soutěže na přírodních ledových hřištích (Olympia Bobrun St. Moritz-Celerina). Tento růst vedl k vytvoření FIBT v roce 1923 se začleněním do Mezinárodního olympijského výboru (MOV) v následujícím roce. Na Zimních olympijských hrách 1924 v Chamonix se konala čtyřčlenná akce. V roce 1930 se v německém Oberhofu konalo první mistrovství světa FIBT, které se zúčastnilo čtyřčlenné akce ve švýcarském Caux-sur-Montreux, přičemž první dvoučlenná akce se konala v německém Oberhofu. Na Zimních olympijských hrách 1932 v Lake Placid, New York, dvoučlenná soutěž debutovala. V roce 1935, Internationaler Schlittensportsverband (ISSV - Mezinárodní sportovní federace sledů (v němčině)), předchůdce Federace Internationale de Luge de Course (FIL - Mezinárodní luge federace (ve francouzštině)), byl absorbován do FIBT a byla vytvořena sekce de Luge. Sáňkařská sekce by byla zrušena, když byl FIL v roce 1957 oddělen.

## Prezidenti
- 1923–1960: Count Renaud de la Frégeolière (1886–1981)  Francie
- 1960–1980: Almicare Rotta (1911–1981)  Itálie
- 1980–1994: Klaus Kotter (1934–2010)  Německo
- 1994–2010: Robert H. Storey (born 1942)  Kanada
- 2010–dosud Ivo Ferriani (* 1960)  Itálie

## Členské země
V roce 2024 bylo členem 74 národních federací z pěti kontinentů.
| Země                      | Organizace                                                            | Zkratka | web                                                                      | od roku               |
| ------------------------- | --------------------------------------------------------------------- | ------- | ------------------------------------------------------------------------ | --------------------- |
| Americká Samoa            | American Samoa Bobsled Association                                    |         | asnoc.org Archivováno 17. 2. 2020 na Wayback Machine.                    | 1991                  |
| Americké Panenské ostrovy | U.S. Virgin Islands Bobsled Federation                                |         | virginislandsolympics.com                                                | 1987                  |
| Argentina                 | Asociacion Argentina de Bobsleigh, Skeleton y Luge                    |         | aabsl.org                                                                | 1927                  |
| Austrálie                 | Australian Bobsleigh & Skeleton Association                           |         | slidingsports.org.au Archivováno 21. 3. 2020 na Wayback Machine.         | 1974                  |
| Belgie                    | Fédération Belge de Bobsleigh et de Luge                              |         | bobenskeleton.be                                                         | 1924                  |
| Bermudy                   | Bermuda Bobsled, Skeleton & Luge Association                          |         |                                                                          | 2003                  |
| Bosna a Hercegovina       | Bob Association of Bosnia and Herzegovina                             |         |                                                                          | 1993                  |
| Brazílie                  | Confederação Brasileira de Desportos no Gelo                          |         | cbdg.org.br                                                              | 1999                  |
| Bulharsko                 | Bulgarian Bobsleigh and Toboggan Federation                           |         | bbsf.bg                                                                  | 1984                  |
| Česko                     | Český svaz bobistů a skeletonistů                                     | ČSBS    | bobteam.cz                                                               | 1929 (Československo) |
| Čína                      | Asociación China de Bobsleigh                                         |         |                                                                          | 1984                  |
| Dánsko                    | Bobslaede- og Skeleton Klub Danmark                                   |         |                                                                          | 1998                  |
| Dominikánská republika    | Federacion Dominicana de Deportes de Patinaje                         |         |                                                                          | 2011                  |
| Estonsko                  | Estonian Lugesport Federation                                         |         |                                                                          | 2022                  |
| Etiopie                   | Ethiopia Olympic Committee                                            |         |                                                                          | 2023                  |
| Filipíny                  | Philippine National Bobsled Luge & Skeleton Association, Incorporated |         |                                                                          | 2020                  |
| Finsko                    | Federación Finlandesa de Bobsleigh y Skeleton                         |         |                                                                          | 1993                  |
| Francie                   | Federation francaise des sports de glace                              | FFSG    | ffsg.org                                                                 | 1923                  |
| Gambie                    | Ice Gambia                                                            |         |                                                                          | 2019                  |
| Ghana                     | Bobsled and Skeleton Federation Ghana                                 |         | bsfghana.com                                                             | 2016                  |
| Chile                     | Asociación de Bob y Skeleton de Chile                                 |         |                                                                          | 1995                  |
| Chorvatsko                | Federación Croata de Bobsleigh y Skeleton                             |         |                                                                          | 2001                  |
| Indie                     | Federación India de Bobsleigh                                         |         |                                                                          | 2000                  |
| Irák                      | Federación Iraquí de Bobsleigh                                        |         |                                                                          | 2005                  |
| Irsko                     | Irish Bobsled & Skeleton Association                                  |         | irishbobsleighskeleton.com Archivováno 21. 9. 2019 na Wayback Machine.   | 1929                  |
| Itálie                    | Federazione Italiana Sport Invernali                                  | FISI    | fisi.org                                                                 | 1927                  |
| Izrael                    | Federación de Bobsleigh y Skeleton de Israel                          |         | bobsleighskeletonisrael.com Archivováno 21. 10. 2020 na Wayback Machine. | 2002                  |
| Jamajka                   | Jamaica Bobsleigh and Skeleton Federation                             | JBSF    | jamaicabobsled.com Archivováno 5. 8. 2020 na Wayback Machine.            | 1988                  |
| Japonsko                  | Japan Bobsleigh and Luge Federation                                   |         | jblsf.jp                                                                 | 1938                  |
| Jižní Afrika              | Snow Sports South Africa                                              |         | snowsports.co.za                                                         | 1993                  |
| Jižní Korea               | Federación Coreana de Bobsleigh y Luge                                |         |                                                                          | 1999                  |
| Kambodža                  | Cambodia Weightlifting Federation                                     |         |                                                                          | 2021                  |
| Kanada                    | Bobsleigh Canada Skeleton                                             |         | bobsleighcanadaskeleton.ca                                               | 1923                  |
| Kolumbie                  | Asociacion Colombiana de Bobsleigh y Skeleton                         | ACBS    |                                                                          | 2016                  |
| Lesotho                   | Federation of Cycling Lesotho                                         |         |                                                                          | 2023                  |
| Lichtenštejnsko           | Federación de Bobsleigh de Liechtenstein                              |         |                                                                          | 1936                  |
| Litva                     | Lithuania Bobsleigh and Skeleton Sports Federation                    |         | lbssf.lt                                                                 | 2014                  |
| Lotyšsko                  | Federación Letona de Bobsleigh                                        |         | bobslejs.lv                                                              | 1991                  |
| Lucembursko               | Union Luxembourgeoise de Skeleton                                     | ULS     | letzskeleton.com                                                         | 2016                  |
| Maďarsko                  | Asociación Húngara de Bobsleigh                                       |         |                                                                          | 1992                  |
| Malajsie                  | Malaysian Association of Bobsleigh and Skeleton                       |         |                                                                          | 2021                  |
| Malta                     | IBSF Malta                                                            |         | nocmalta.org                                                             | 2020                  |
| Mexiko                    | Federación Mexicana de Patinaje y Deportes de Invierno                |         |                                                                          | 1985                  |
| Monako                    | Fédération Monegasque de Bobsleigh, de Luge & de Skeleton             |         |                                                                          | 1987                  |
| Mongolsko                 | Mongolian Bobsleigh & Skeleton Federationn                            |         |                                                                          | 2019                  |
| Německo                   | Bob- und Schlittenverband für Deutschland                             | BSD     | bsd-portal.de                                                            | 1929                  |
| Nigérie                   | Bobsled and Skeleton Sports Federation of Nigeria                     |         | bsfnigeria.com                                                           | 2013                  |
| Nizozemsko                | Bob en Slee Bond Nederland                                            | BSBN    | bsbn.nl                                                                  | 1929                  |
| Norsko                    | Norges Ake- og Bob- og Skeletonforbund                                |         | nabsf.no                                                                 | 1985                  |
| Nový Zéland               | New Zealand Bobsleigh and Skeleton Association                        |         |                                                                          | 1987                  |
| Panama                    | Federacion Nacional de Deportes de Invierno / Bobsled                 |         |                                                                          | 2011                  |
| Polsko                    | Polski Związek Sportów Saneczkowych                                   | PZBiS   | pzbis.com                                                                | 1929                  |
| Portugalsko               | FEDERAÇÃO DE DESPORTOS DE INVERNO DE PORTUGAL                         |         | fdiportugal.pt                                                           | 1988                  |
| Portoriko                 | Federación de Bobsleigh de Puerto Rico                                |         |                                                                          | 1991                  |
| Rakousko                  | Österreichischer Bob- und Skeletonverband                             |         | bobskeleton.at                                                           | 1930                  |
| Rumunsko                  | Federaţia Română de Bob şi Sanie                                      |         | bobsanie.ro                                                              | 1924                  |
| Rusko                     | Federación Rusa de Bobsleigh                                          |         | rusbob.ru                                                                | 1980                  |
| Řecko                     | Hellenic Ice Sports Federation                                        |         |                                                                          | 1993                  |
| Sierra Leone              | National Olympic Committee - Sierra Leone                             |         |                                                                          | 2023                  |
| Slovensko                 | Slovensky Zvaz Bobistov                                               | SZB     | boby.sk                                                                  | 1998                  |
| Slovinsko                 | Federación Eslovena de Bobsleigh                                      |         | slobob.si Archivováno 3. 3. 2021 na Wayback Machine.                     | 2008                  |
| Spojené království        | British Bobsleigh and Skeleton Association                            |         | thebbsa.co.uk                                                            | 1923                  |
| Spojené státy americké    | United States Bobsled and Skeleton                                    | USABS   | usabs.com                                                                | 1923                  |
| Srbsko                    | Asociación Serbia de Bobsleigh                                        |         | bss.org.rs Archivováno 7. 3. 2018 na Wayback Machine.                    | 1997                  |
| Španělsko                 | Federación Española de Deportes de Hielo                              |         | fedhielo.com                                                             | 1927                  |
| Švédsko                   | Svenska Bob- och Rodelförbundet                                       |         |                                                                          | 1950                  |
| Švýcarsko                 | Swiss Sliding                                                         |         | swiss-sliding.com                                                        | 1923                  |
| Tchaj-wan                 | Asociación de Bobsleig y Luge de Taiwán                               |         | swesliding.se Archivováno 21. 9. 2019 na Wayback Machine.                | 1975                  |
| Thajsko                   | Ski and Snowboard Association of Thailand                             |         |                                                                          | 2021                  |
| Togo                      | Togolese Federation of Sliding Sport and Ski Sport                    |         | ftsg-ski.com                                                             | 2018                  |
| Trinidad a Tobago         | Trinidad & Tobago Bobsleigh Federation                                |         |                                                                          | 1992                  |
| Tunisko                   | Comite National Olympique Tunisien                                    |         |                                                                          | 2023                  |
| Ukrajina                  | All-Ukrainian Bobsleigh and Skeleton Federation                       |         |                                                                          | 1992                  |
| Vietnam                   | Skating Federation of Vietnam                                         |         |                                                                          | 2021                  |

### Bývalé členské země
| Země              | Organizace                                                | Zkratka | web                                                       | od roku |
| ----------------- | --------------------------------------------------------- | ------- | --------------------------------------------------------- | ------- |
| Andorra           | Associació Esportiva de Bobsleigh                         |         |                                                           | 1975    |
| Arménie           | Armenian National Bobsleigh, Skeleton and Luge Federation |         |                                                           | 2011    |
| Ázerbájdžán       | Azerbaijan Bobsleigh Federation                           |         |                                                           | 2011    |
| Kazachstán        | Federación de Bobsleigh de Kazajistán                     |         |                                                           | 1992    |
| Pobřeží slonoviny | Federation Ivoirienne de Bobsleigh et de Skeleton         |         |                                                           | 2016    |
| Samoa             | Western Samoa Bobsleigh & Skeleton Association            |         |                                                           | 1992    |
| San Marino        | Federazione Sanmarinese Sport Invernali                   |         |                                                           | 1991    |
| Turecko           | Turkish Bobsleigh, Skeleton and Luge Federation           |         | kizak.gov.tr Archivováno 28. 12. 2011 na Wayback Machine. | 2003    |
| Venezuela         | Federación Venezolana de Deportes de Invierno             | FEVEDI  |                                                           | 2002    |